# 1801

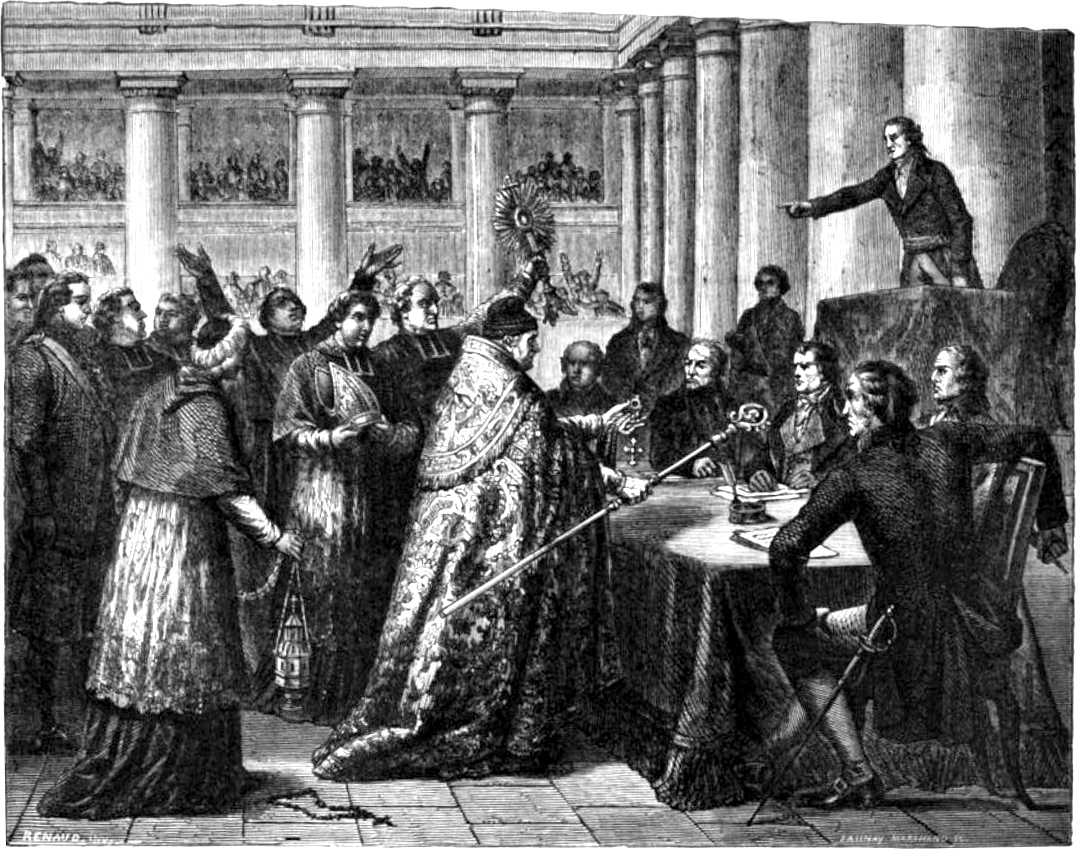
Na het concordaat zweren de kerkelijke hoogwaardigheidsbekleders hun trouw aan de staat

Het jaar 1801 is het 1e jaar in de 19e eeuw volgens de christelijke jaartelling.

## Gebeurtenissen
januari
- 1 - Door de Act of Union worden Groot-Brittannië en Ierland verenigd tot het Verenigd Koninkrijk van Groot-Brittannië en Ierland.
- 1 - De astronoom Giuseppe Piazzi ontdekt de eerste, en tevens grootste, planetoïde Ceres (diameter 687 kilometer). Doordat Piazzi ziek wordt, raakt men de planetoïde weer kwijt.

februari
- 9 - Vrede van Lunéville, tussen Frankrijk en het Heilige Roomse Rijk. De linker Rijnoever komt aan Frankrijk.

maart
- 2 - Spanje verklaart Portugal de oorlog.
- 4 - In de Verenigde Staten wordt Thomas Jefferson beëdigd als 3e president.
- 21 - Verdrag van Aranjuez (1801) bevestigt het Derde verdrag van San Ildefonso.
- 21 - Napoleon Bonaparte schept het Koninkrijk Etrurië uit het Groothertogdom Toscane voor het huis Bourbon-Parma, ter compensatie voor hun hertogdom Parma.
- 23 - Tsaar Paul I van Rusland wordt vermoord.

april
- 2 - Zeeslag van Kopenhagen door Britse viceadmiraal Horatio Nelson gewonnen van de Denen.

mei
- 20 - Begin van de korte Sinaasappeloorlog tussen Spanje en Portugal (tot 9 juni).

juni
- 6 - Spaans-Portugese oorlog beëindigd middels het verdrag van Badajoz.
- 13 - Opening in Wenen van het operahuis Theater an der Wien.
- 27 - Britten veroveren Caïro op de Fransen.

juli
- 15 - Sluiting van het Concordaat tussen paus Pius VII en Frankrijk (Napoleon Bonaparte) waardoor de paus soevereiniteit krijgt over een beperkt grondgebied.

augustus
- 24 - Afzonderlijke vrede te Parijs tussen Frankrijk en het keurvorstendom Beieren. Beieren doet nogmaals afstand van zijn voormalige landen op de linker Rijnoever en Frankrijk zegt toe om Beieren te bevoordelen bij de toekenning van de territoriale compensatie.

september
- 2 - Het Franse leger wordt geëvacueerd uit Egypte.
- 12 - Rusland annexeert het oost-Georgische koninkrijk Kartli-Kachetië, wat het begin inluidt van de annexatie van de andere Georgische koninkrijken en de rest van de Zuidelijke Kaukasus in de daaropvolgende decennia.
- 29 - Bij het Verdrag van Madrid moet Portugal de kolonie Guyana overdragen aan Frankrijk.

oktober
- 10 - Verdrag te Parijs tussen Frankrijk en Rusland. Frankrijk is daardoor verzekerd van de medewerking van Rusland bij de territoriale herverdeling van het Heilige Roomse Rijk.
- 12 - Turkije krijgt Egypte terug van Frankrijk.
- 16 - De nieuwe grondwet van de Bataafse Republiek treedt in werking. Het Staatsbewind met zijn twaalf leden treedt in functie. De na de Bataafse omwenteling gevormde departementen worden vervangen door acht nieuwe departementen met de aloude provinciegrenzen. Met één uitzondering: het nog zelfstandige Ameland wordt bij Friesland gevoegd. De nieuwe provinciebesturen zijn samengesteld voor 40 % uit oud-regenten, en orangisten en Moderaten elk voor 30 %. De Patriottentijd is definitief voorbij.

december
- 24 - Richard Trevithick gebruikt zijn stoomwagen "Puffing Devil" voor een korte rit met vrienden door de straten van Camborne in Cornwall. Maar de stoomketel kan slechts korte tijd voldoende op druk blijven waardoor de wagen weinig bruikbaar is.

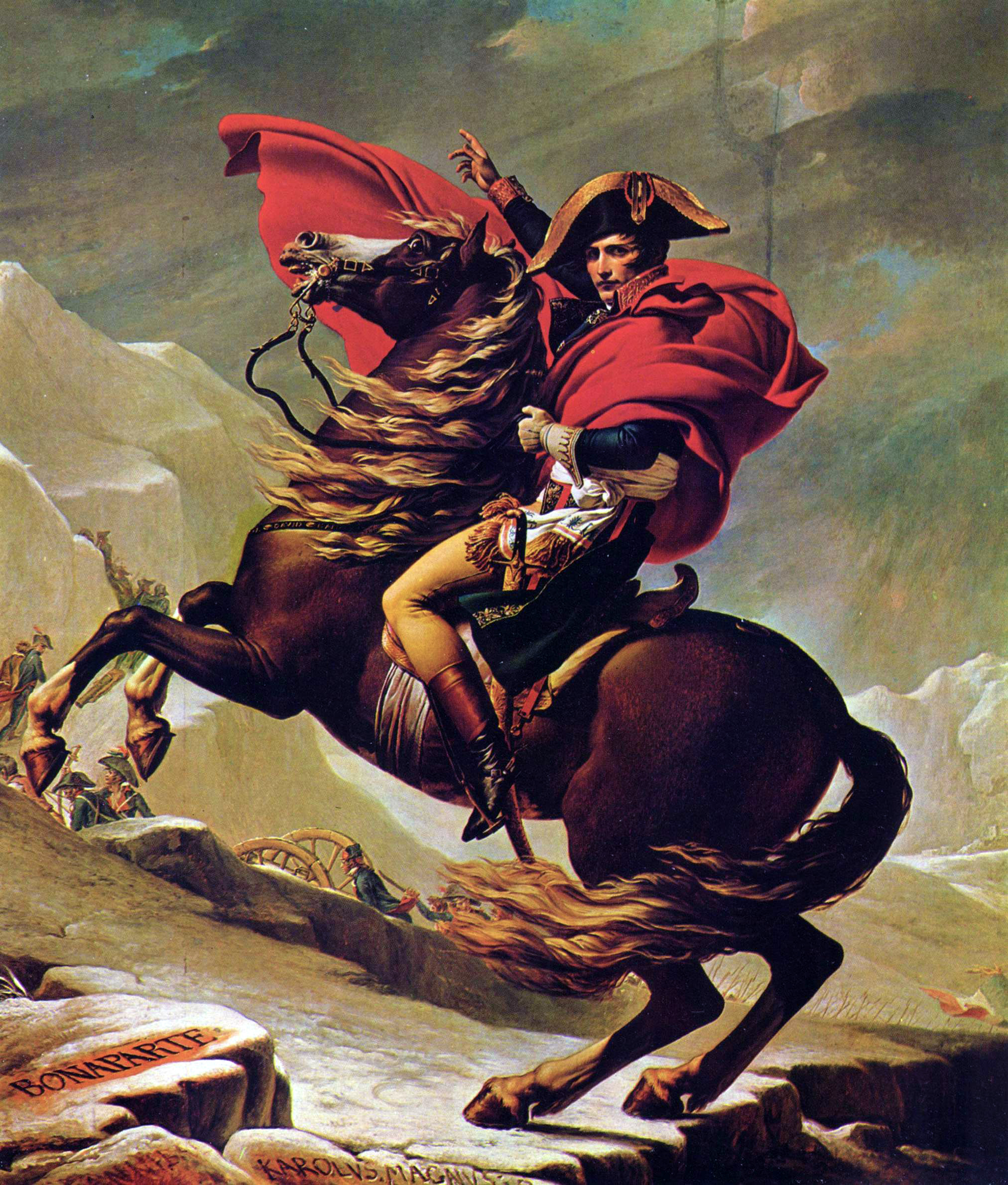
Napoleon, geschilderd door David

## Muziek
- Domenico Cimarosa componeert Artemisia

## Beeldende kunst

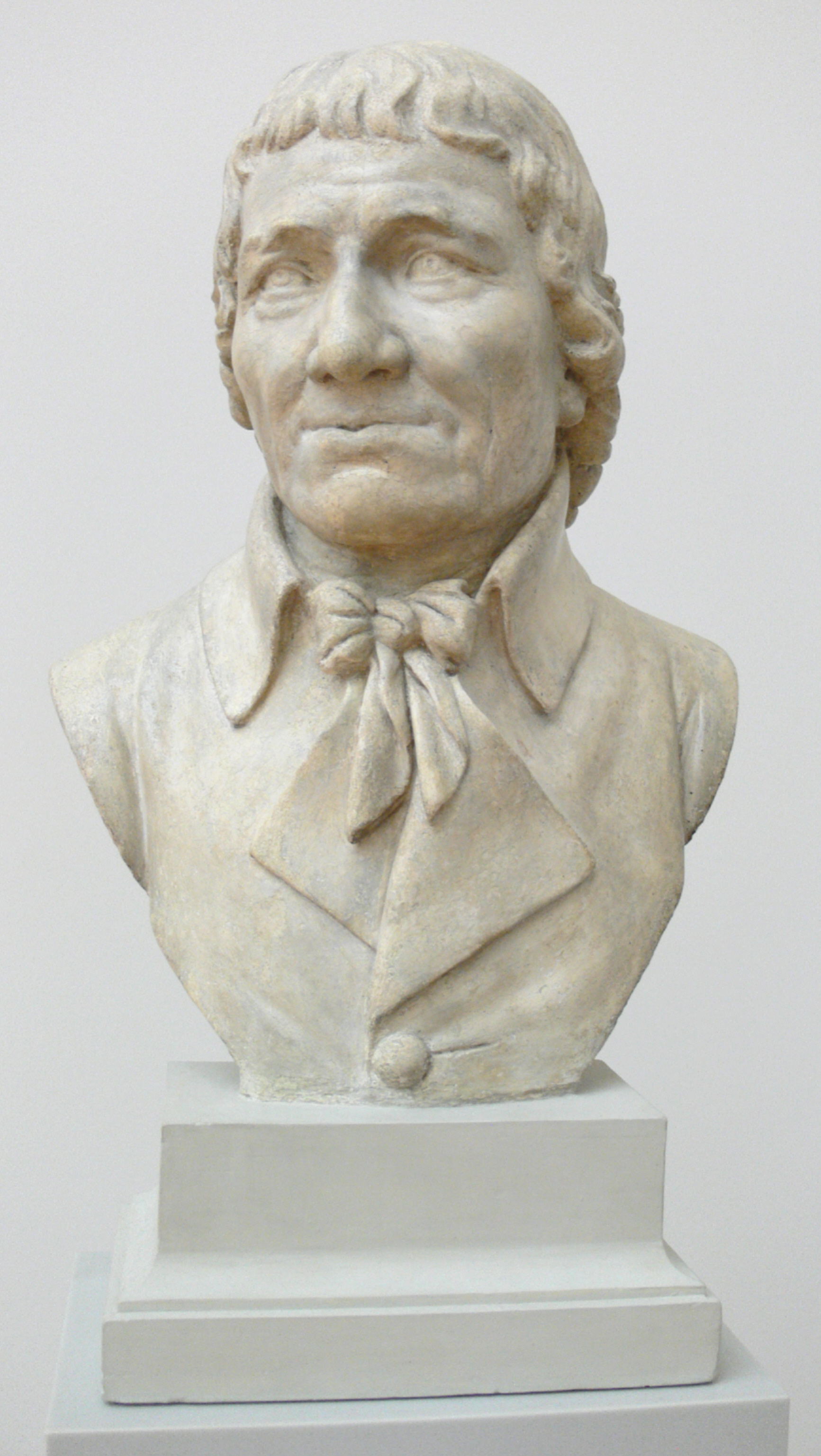
Daniel Chodowiecki (1801), Emanuel Bardou, Bode-Museum, Berlijn

## Bouwkunst

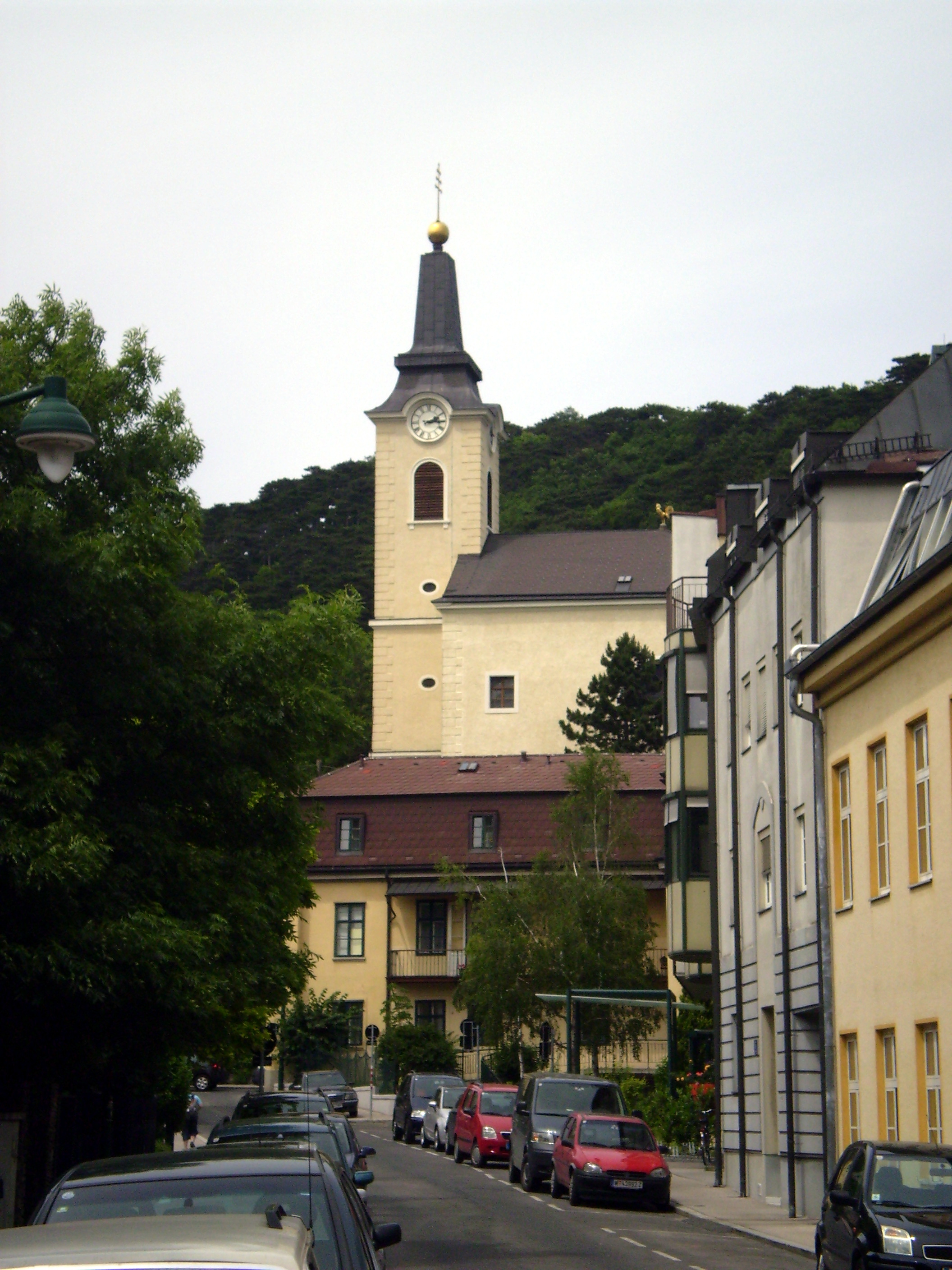
Kalksburger Pfarrkirche, Oostenrijk
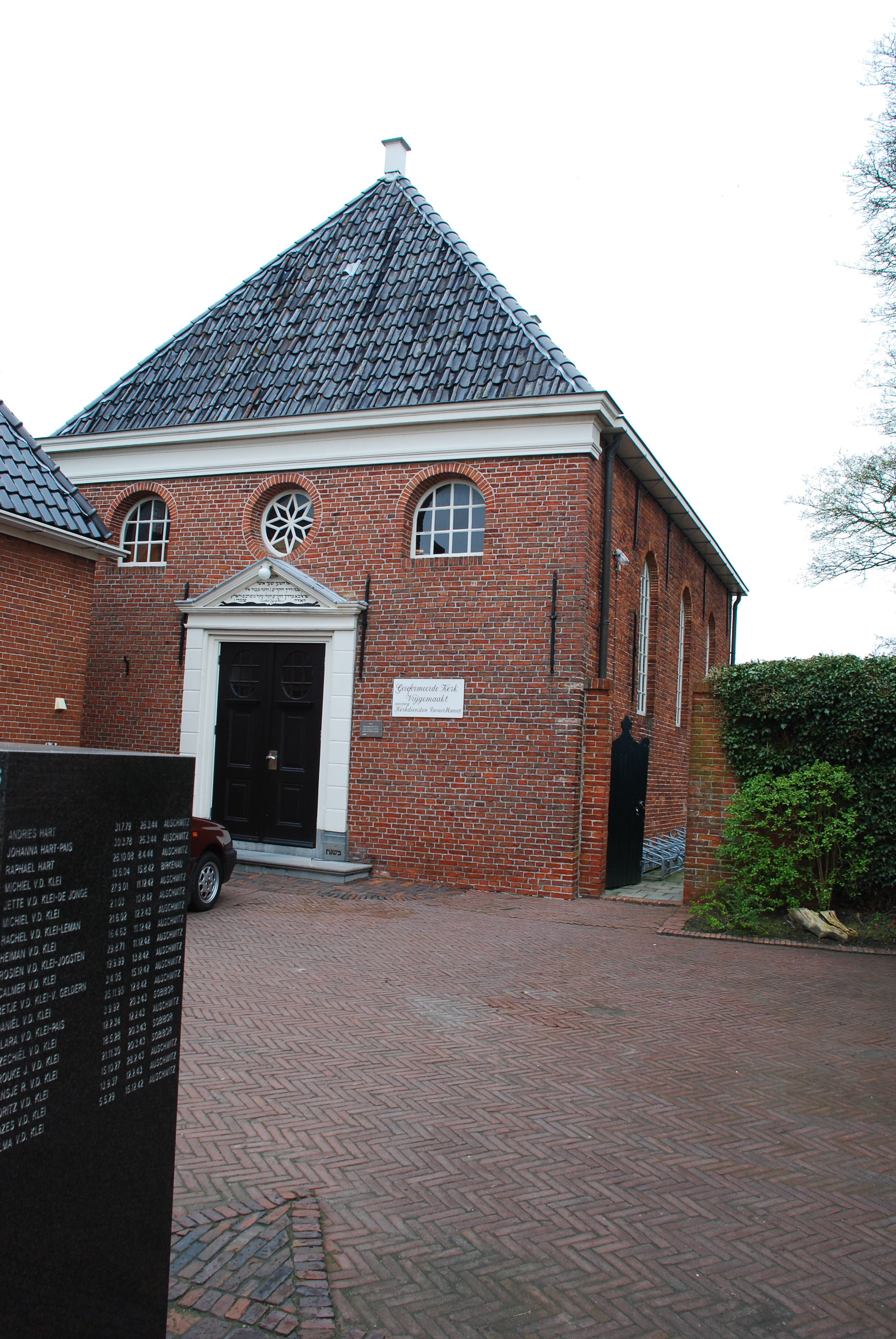
Voorm. Synagoge, Appingedam (1801)

## Geboren
januari
- 22 - Friedrich Clemens Gerke, Duits schrijver, journalist, musicus en telegrafiepionier (overleden 1888)
- 25 - Henri de Brouckère, Belgisch politicus en premier (overleden 1891)
- 29 - Johannes van Bree, Nederlands componist (overleden 1857)

februari
- 21 - John Henry Newman, Engelse theoloog, bekeerling tot het katholieke geloof en kardinaal (overleden 1890)
- 28 - Willem Verbeet, Nederlands kunstschilder en tekenaar (overleden 1887)

april
- 12 - Hendrik de Cock, Nederlands dominee (overleden 1842)

juni
- 16 - Julius Plücker, Duits wis- en natuurkundige (overleden 1868)
- 30 - Frédéric Bastiat, Frans econoom en filosoof (overleden 1850)

augustus
- 21 - Guillaume Groen van Prinsterer, Nederlands politicus (ARP) (overleden 1876)
- 28 - Antoine-Augustin Cournot, Frans wiskundige, econoom en filosoof (overleden 1877)

september
- 21 - Moritz Hermann von Jacobi, Duits natuurkundige en ingenieur (overleden 1874)

oktober
- 9 - Auguste Arthur de la Rive, Zwitsers natuurkundige (overleden 1873)
- 12 - Carl August von Steinheil, Duits natuurkundige (overleden 1870)
- 14 - Joseph Plateau, Belgisch natuur- en wiskundige (overleden 1883)
- 23 - Albert Lortzing, Duits componist (overleden 1851)

november
- 3 - Vincenzo Bellini, Italiaans componist (overleden 1835)

december
- 11 - Christian Dietrich Grabbe, Duits schrijver (overleden 1836)
- 27 - Guillaume Louis Baud, Nederlands politicus; minister van Koloniën (overleden 1891)

## Overleden
januari
- 11 - Domenico Cimarosa (51), Italiaans componist

maart
- 16 - Alexandra Paulowna van Rusland (17)
- 21 - Andrea Luchesi (60), Italiaans componist
- 23 - Paul I van Rusland (46), vermoord

mei
- 14 - Johann Ernst Altenburg (66), Duits componist, organist en trompettist

juni
- 14 - Benedict Arnold (60), Amerikaans militair

juli
- 4 - Leendert Viervant (49), Nederlands bouwmeester, meubelmaker en steenhouwer

november
- 9 - Karel Filip Stamic (56), Boheems componist en violist